# Грчиште
Грчиште (мкд. Грчиште) је насеље у Северној Македонији, у југоисточном делу државе. Грчиште је насеље у оквиру општине Валандово.

## Географија
Грчиште је смештено у југоисточном делу Северне Македоније. Од најближег града, Валандова, село је удаљено 10 km југозападно.
Село Грчиште се налази у историјској области Бојмија. Село је положено у долини Вардара, на приближно 80 метара надморске висине. Околина насеља је на равничарска и плодно пољопривредно подручје.
Месна клима је измењена континентална са значајним утицајем Егејског мора (жарка лета).

## Историја
У месној српској школи крајем априла 1906. године одржан је годишњи испит. Са децом је тада радио учитељ Анђел Делимировић.

## Становништво
Грчиште је према последњем попису из 2002. године имало 255 становника, а 1994. 285 становника.
| Националност | Становника |
| Македонци    | 255        |
| Албанци      | 0          |
| Турци        | 0          |
| Роми         | 0          |
| Цинцари      | 0          |
| Срби         | 0          |
| остали       | 0          |

Претежна вероисповест месног становништва је православље.